# 天野かなで
天野 かなで（あまの かなで）は、日本の女性声優。主にアダルトゲームに声をあてている。

## 人物・経歴
少年ジャンプで『ドラゴンボール』が連載されていた頃に、友人から“フリーザの声と（『にこにこぷん』の）ぽろりの声が一緒”（中尾隆聖）と聞いて驚き、声優の仕事に興味を持つ。
初めてのスタジオ録音は歌の仕事だったが、全然要領がわからず、まるでカラオケに歌いに行った状態だった。ゲームでのデビュー作は、脱衣麻雀ゲームの『ふわりコンプレックス』（岡田恋都役）（ただし他作品の方が発売は先）。麻雀の役が全くわからず、スタッフに教わりながら演じた。
芸名は、当初は「奏」と漢字を使おうと思っていたが、線が多くなるのが嫌で「かなで」とひらがなにした。

## 出演作品

### ゲーム

#### 2008年
- ほしうた（カメ次郎）

#### 2009年
- アンバークォーツ（スバル）
- 神楽道中記（東真 知子、日立 明）
- 輝光翼戦記 天空のユミナ（睦越 八枝美）
- スズノネセブン! Sweet Lovers' Concerto
- 都市伝説は人を喰う（三宮 彩音）
- ふわりコンプレックス（岡田 恋都）
- ほしうた -starlight serenade-（カメ次郎）
- らくがきオーバーハート（羽生 橙花）

#### 2010年
- RGH 〜恋とヒーローと学園と〜（辺都迩 進）
- おキツネ様の恋するおまじない
- 乙女恋心プリスター（ソシア・リュウソウジ）
- 乙女恋心プリスター FANDISC 〜もっとHに恋せよ乙女!〜（ソシア・リュウソウジ）
- 神楽幻想譚 〜妖かしの姫〜（立花 真）[2]
- かしましコミュニケーション
- 輝光翼戦記 天空のユミナ FD -ForeverDreams-（睦越 八枝美）
- のーぶる☆わーくす

#### 2011年
- 初恋予報。（桃屋 千世子）[3]
- 輝光翼戦記 銀の刻のコロナ（睦越 八枝美）[4]

#### 2012年
- 初恋前線。（桃屋 千世子）

#### 2018年
- 神楽道中記・想（東 真知子、日立 明）

#### 2020年
- 保健室のセンセーとシャボン玉中毒の助手（淡雪 瑞海）[5]